# إينفيلد (كونيتيكت)
إينفيلد (بالإنجليزية: Enfield, Connecticut)‏ هي بلدة نيو إنجلاند تقع في الولايات المتحدة في مقاطعة هارتفورد (كونيتيكت). يقدر عدد سكانها بـ 44,654 نسمة ومساحتها 88.6 كم2 وترتفع عن سطح البحر 17 متر.

## أعلام
- جيمس ديكسون
- برايان اولسن
- مايك ليتل
- فريدريك جاي بانكروفت